# Noserius borneensis
Noserius borneensis är en skalbaggsart som först beskrevs av Aurivillius 1913.  Noserius borneensis ingår i släktet Noserius och familjen långhorningar. Inga underarter finns listade i Catalogue of Life.